# Beethoven Crisis
Beethoven Crisis este o trupă românească de rock alternativ din București, România. 
Trupa este cunoscută pentru integrarea și combinarea elementelor de blues și funk în muzica lor. 
De la înființare, trupa a fost activă în scena muzicală locală, participând la concerte, evenimente și proiecte multidisciplinare.

## Istorie
Beethoven Crisis a fost formată în București, în octombrie 2018, și, patru luni mai târziu, a apărut pe scena underground muzicală cu primul său concert alături de trupa Soundmaze, un eveniment care a necesitat ca toboșarul Vlad Ploeșteanu să cânte două seturi muzicale diferite (fiind membru al ambelor trupe). Trupa își descrie stilul ca fiind „rock alternativ cu influențe de blues și funk în patru dimensiuni”.

Trupa a atras atenția prin spectacolele susținute în locații alternative și evenimente din România. Participările lor notabile includ concerte listate pe „Beethoven Crisis concert and event list”..

Logo trupa Beethoven Crisis

### 5 To ROCKla Quantic (2020)

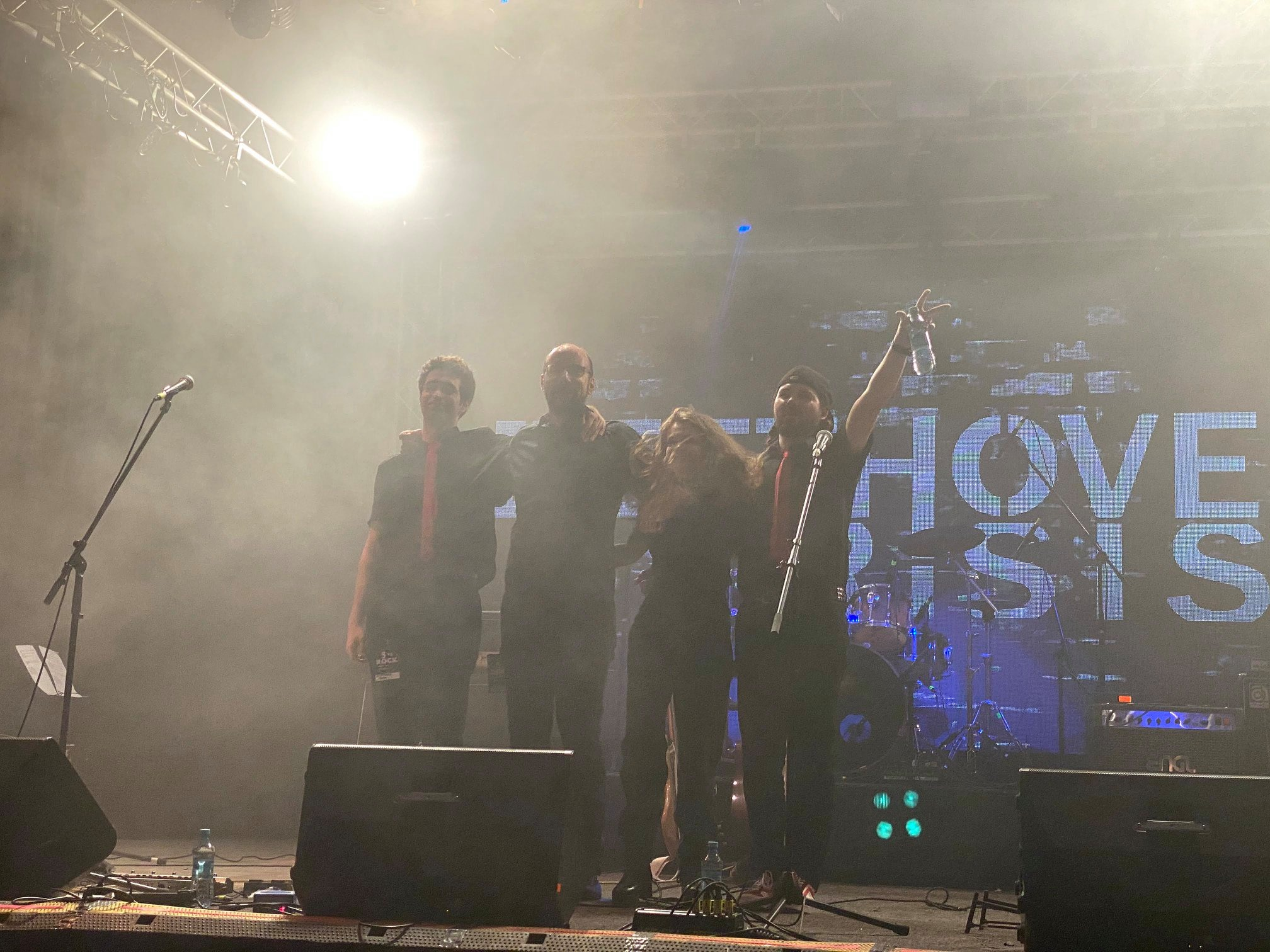
Beethoven Crisis @ 5 to Rock - Live at Quantic Pub, București (7 martie 2020)

Pe 5 martie 2020, Beethoven Crisis a participat la evenimentul 5 To Rock la Quantic Pub, un loc important pentru muzica rock și alternativă din București. Concertul a reunit cinci trupe românești care au performat live, celebrând scena rock underground și promovând talente emergente.. Evenimentul a evidențiat reputația în creștere a Beethoven Crisis în comunitatea de rock alternativ din România.

### OFELIA.Afterlife(2024)
În decembrie 2024, Beethoven Crisis a colaborat la proiectul de teatru multidisciplinar OFELIA.Afterlife, o reinterpretare modernă a Ofeliei din Hamlet de William Shakespeare. Spectacolul a fost pus în scenă la Teatrul Metropolis din București pe 14 și 15 decembrie 2024, ambele reprezentații fiind sold out.
Spectacolul a fost regizat de actrița și regizoarea Antoaneta Cojocaru, cu text de scriitorul român Dan Coman. Actrița Antoaneta Cojocaru a interpretat rolul Ofeliei, oferind o performanță apreciată pentru profunzimea emoțională.
Maria Bucur, solista Beethoven Crisis, a asigurat coloana sonoră originală a spectacolului, iar membrii trupei au contribuit la un aranjament muzical ce a însoțit și îmbogățit reprezentația teatrală. Trupa a fost integrată în scenografie, interacționând cu actrița și devenind parte activă a narațiunii.
Producția a fost apreciată pentru integrarea inovatoare a muzicii live, poeziei și teatrului, oferind o nouă perspectivă asupra unuia dintre cele mai enigmatice personaje shakespeariene.
OFELIA.Afterlife a fost invitată la Palatul Culturii Bistrița în martie și a revenit la Teatrul Metropolis pentru două reprezentații suplimentare.

## Membri
Componența actuală a trupei Beethoven Crisis:
Maria Bucur – voce, chitară
Andrei-Miron Mancaș – chitară
Răzvan Balașov – chitară bas
Vlad Ploeșteanu – tobe

## Stil muzical
Muzica trupei combină rockul alternativ cu influențe de blues și funk, creând un sunet distinct și eclectic. Trupa este recunoscută pentru îmbinarea interpretărilor instrumentale puternice cu versuri profunde.

## Concerte și proiecte
Beethoven Crisis a performat la mai multe locații și festivaluri, inclusiv:
Radio Seven @ D-ale Teatrului
Quantic Pub (5 to Rock event)
The PUB Universității
Sala RADIO
Grădina cu Filme
Teatrul Metropolis – OFELIA.Afterlife